# La Gleize
 (juin 2022).
Si vous disposez d'ouvrages ou d'articles de référence ou si vous connaissez des sites web de qualité traitant du thème abordé ici, merci de compléter l'article en donnant les références utiles à sa vérifiabilité et en les liant à la section « Notes et références ».
La Gleize (en wallon : Li Glèhe) est une section de la commune belge de Stoumont, située en Région wallonne dans la province de Liège. Commune à part entière avant la fusion des communes de 1977, La Gleize est située sur un éperon rocheux qui domine la vallée de l'Amblève, dans l'Ardenne liégeoise,

## Géographie

### Hameaux
Moulin-du-Ruy, Andrimont, Ruy, Exbomont, Heilrimont, Moustier, Neufmoulin, Roanne, Roanne-Coo, Borgoumont, Cour, Cheneux, La Venne, Monceau.

## Évolution démographique
- Sources : INS, Rem. : 1831 jusqu'en 1970 = recensements, 1976 = nombre d'habitants au 31 décembre.

### Langue
Le dialecte wallon de La Gleize est un des mieux connus parmi tous les parlers d'oïl[réf. nécessaire]. On le doit aux travaux d'un natif de la commune, Louis Remacle, professeur à l'Université de Liège, membre de l'Académie royale de langue et de littérature françaises de Belgique, qui a fondé un certain nombre de ses recherches linguistiques sur un corpus réuni à La Gleize. Sa Syntaxe du parler wallon de La Gleize (3 vol.) a été un modèle pour tous les dialectologues[réf. nécessaire].

## Histoire
Haut lieu de l'offensive des Ardennes de décembre 1944, marqué par le retrait des rescapés de la colonne Peiper. Le musée Décembre 44 est établi sur la place du village, en face de l'église, dans une bâtisse à colombages qui servit d'infirmerie de campagne aux troupes SS de la 1ère Division SS Leibstandarte Adolf Hitler.

## Patrimoine, curiosités et musées
- L'église paroissiale, édifice de style roman du XIIe siècle, construit en pierres du pays, renferme le monument funéraire des seigneurs de Froidcourt en marbre rouge de St Remy (Guillaume Del Dyck et d'Isabelle de Vervoz), du XVIe siècle, scellée dans la muraille, ainsi qu'une vierge en chêne du XIIIe siècle. Elle a été pratiquement reconstruite entre 1945 et 1951 : un panneau photographique présente des vues de l'intérieur de l'église avant les graves dommages causés en 1944 par la Bataille des Ardennes.
- L’étrange chêne pédonculé et sa chapelle sur la colline les Brieux.

- La Gleize subit de temps en temps des tremblements de terre tels les deux séismes survenus le 24 novembre 2007, vers 3 h du matin. La profondeur de l'hypocentre du mini séisme de 3 h 10 se trouvait à 14,9 km de la croûte terrestre, tandis que celle de 3 h 17 était à 12,1 km. La Gleize qui ne se trouve pourtant pas à la jonction de plaques tectoniques serait la plus exposée de Belgique. En été, les orages y sont fréquents et violents, la terre ferrugineuse favorisant la foudre.

### 44 Museum
Le Musée Décembre 44 retrace les événements de 1944. 1 000 m2 sont consacrés à la bataille des Ardennes. La majorité des pièces exposées proviennent du champ de bataille. Une des pièces maitresses des collections est le char Tigre II. Il est le seul Tigre Royal à avoir participé à la bataille des Ardennes à être resté sur les lieux mêmes des combats. Fer de lance de la colonne Peiper, il sera après la bataille échangé aux Américains contre une bouteille de Cognac[réf. nécessaire]. 

## Économie

### Transports publics
Le village est desservi par la ligne de bus 142 ainsi que par le bus scolaire 399.